# Leichtathletik-Weltmeisterschaften 1995/Teilnehmer (Albanien)
| Goldmedaillen | Silbermedaillen | Bronzemedaillen |
| ------------- | --------------- | --------------- |
| –             | –               | –               |

Albanien stellte mindestens eine Teilnehmerin und einen Teilnehmer bei den Leichtathletik-Weltmeisterschaften 1995 in der schwedischen Stadt Göteborg.

## Ergebnisse

### Männer

#### Laufdisziplinen
| Athlet     | Disziplin    | Vorlauf | Vorlauf | Viertelfinale | Viertelfinale | Halbfinale         | Halbfinale         | Finale | Finale |
| Athlet     | Disziplin    | Zeit    | Platz   | Zeit          | Platz         | Zeit               | Platz              | Zeit   | Platz  |
| ---------- | ------------ | ------- | ------- | ------------- | ------------- | ------------------ | ------------------ | ------ | ------ |
| Ilir Xhani | 400 m Hürden | 52,61 s | 46      |               |               | nicht qualifiziert | nicht qualifiziert | –––    | –––    |

### Frauen

#### Sprung/Wurf
| Athletin       | Disziplin | Qualifikation | Qualifikation | Finale  | Finale |
| Athletin       | Disziplin | Weite         | Platz         | Weite   | Platz  |
| -------------- | --------- | ------------- | ------------- | ------- | ------ |
| Mirela Manjani | Speerwurf | 62,40 m       | 4             | 55,56 m | 12     |